# União
União è un comune del Brasile nello Stato del Piauí, parte della mesoregione del Centro-Norte Piauiense e della microregione di Teresina.